# 개와 고양이의 방광암
개와 고양이의 방광암(Bladder cancer in cats and dogs)은 일반적으로 이행상피암에 의해 전이된 암 세포로, 이는 방광에 선을 그어 내는 상피세포로부터 일어나는 것이 일반적이다. 비뇨기 방광에서 형성되어 있는 암들은 보통 편평세포암종, 선암종, 횡문근육종 등이 있다.

## 징후 및 증상
전이성 세포암이 가장 많이 빈번하게 발생되는 증세는 소변의 혈액을 필두로 고통스럽게 여겨지는 배뇨, 잦은 배뇨 혹은 긴장된 소변 등이 있다. 이는 비뇨기 계통의 감염과 거의 비슷하게 관찰될 수도 있다.

## 진단
진단 검사는 통상적으로 혈액 및 소변 검사를 필두로, 소변의 배양, 복부 및 흉부의 엑스선 촬영, 방광 영상 촬영 등이 세부적으로 포함되어 있다. 방광암의 최종적인 진단을 위해 조직 생검, 현미경 밑부분의 세포 관련 후속 검사도 물론 필요하게 된다.

## 치료
대다수의 방광암은 방광의 벽이 침범하게 될 수 있기 때문에 수술적으로 제거하는 것은 당연히 불가능하다. 전이성 세포암은 대다수가 전통적인 화학요법 또는 비스테로이드 항염증제와 관련된 약물을 이용하여 치료하게 된다.

## 역학
다른 견종 대비 스코티시 테리어는 전이성 세포암에 감염될 위험성이 매우 높게 나타난다. 수의학적인 측면으로 볼 때 고양이보다는 개 또는 강아지의 방광암 위험성이 훨씬 높게 나타나는 것으로 보고되어 있다.

## 같이 보기
- 방광암
- 이행상피암(영어판, 독일어판)